# Xiphorhynchus
A Xiphorhynchus a madarak (Aves) osztályának verébalakúak (Passeriformes) rendjébe, valamint a fazekasmadár-félék (Furnariidae) családjába és a fahágóformák (Dendrocolaptinae) alcsaládjába tartozó nem.

## Rendszerezésük
A nemet William John Swainson angol ornitológus írta le 1827-ben, jelenleg az alábbi 14 faj tartozik ide:
- Xiphorhynchus fuscus
- Xiphorhynchus elegans
- Xiphorhynchus spixii
- Xiphorhynchus pardalotus
- Xiphorhynchus chunchotambo vagy Xiphorhynchus ocellatus chunchotambo
- Xiphorhynchus ocellatus
- foltos fahágó (Xiphorhynchus erythropygius)
- Xiphorhynchus triangularis
- Xiphorhynchus obsoletus
- fehércsőrű fahágó (Xiphorhynchus flavigaster)
- Xiphorhynchus lachrymosus
- Xiphorhynchus guttatoides
- kakaófahágó (Xiphorhynchus susurrans)
- cseppfoltos fahágó (Xiphorhynchus guttatus)

## Megjelenésük
Testhosszuk 15–30 centiméter közötti.